# Wang Tianyi
Wang Tianyi (chinois : 王天一) est un joueur de xiangqi chinois né le 23 avril 1989 à Beijing. Il est devenu maître de xiangqi en 2005 en remportant le championnat de Chine des moins de 16 ans, puis grand maître de xiangqi en 2012 avec une victoire en championnat de Chine individuel.

## Palmarès

### Titres majeurs
- 2 Championnats du Monde (2013,2017)
- 1 Championnat d'Asie (2015)
- 2 Championnats de Chine (2012,2016)
- 3 Coupe Bi Gui Yuan (2015,2017,2018)
- 4 ligue nationale (2012,2015,2017,2018)

### 2009
- Médaille d'argent aux jeux nationaux des sports de l'esprit
- 5e de la ligue nationale

### 2010
- 5e Championnat de Chine

### 2011
- 5e Championnat de Chine

### 2012
- Champion de Chine
- 1er de la Ligue nationale.
- 2e de la Coupe Chan yu Dong Tian
- Médaille d'or aux jeux mondiaux de l'esprit Sport Accord
- Grand Maître

### 2013
- Champion du monde ;
- Vice champion de Chine ;
- 2e de la Ligue nationale.
- 1er de la Coupe internationale Han Xin
- 1er de la Coupe Mao Shan
- Médaille d'or aux jeux mondiaux de l'esprit Sport Accord

### 2014
- Vice-champion de Chine
- 5e-6e de la Coupe Bi Gui Yuan
- 2e de la Ligue nationale.
- 1er de la Coupe  Cai Shen

### 2015
- Champion d'Asie
- Coupe Bi Gui Yuan
- 1er de la Ligue nationale
- 1er de la Coupe internationale Hanxin
- 2e de la Coupe  Cai Shen
- Médaille d'or des jeux nationaux de l'esprit

### 2016
- Champion de Chine
- 4e de la coupe Bi Gui Yuan
- 1er de la Coupe Yang Guanglin
- 1er du Tournoi Xiang Qi Champion

### 2017
- Champion du monde
- Coupe Bi Gui Yuan
- 1er de la Ligue nationale
- Vice-champion de Chine.
- 1er de la Coupe Cai Shen
- 2e de la  Coupe Yu Huang

### 2018
- Coupe Bi Gui Yuan
- 1er Ligue nationale
- 1er de la Coupe internationale Han Xin
- 1er de la Coupe Guo Jia
- 3e de la Coupe Chan Yu Dong Tian
- 1er de l'Open Yang Guanglin

## Classement Elo
- Wang Tianyi est numéro un mondial depuis le 31/12/2014.
- Elo Actuel : 2724 (31/12/2018).
- Meilleur Elo 2718 (30/06/2018).